# Waglenabben
Der Waglenabben ist ein 1525 m hoher Nunatak in der Heimefrontfjella des ostantarktischen Königin-Maud-Lands. Er ist der nördlichste Nunatak in den Kottasbergen.
Wissenschaftler des Norwegischen Polarinstituts benannten ihn 1969. Namensgeber sind die Brüder Ivar William Wagle (1914–1944) und Tell Christian Wagle (1919–1944), die am 4. Juli 1944 während der deutschen Besatzung Norwegens im Zweiten Weltkrieg von der Gestapo getötet wurden, nachdem ihre konspirative Funkstation entdeckt worden war.